# Faux gaïac
Acacia spirorbis
Espèce
Répartition géographique
Classification phylogénétique
Le Faux Gaïac ou simplement Gaïac (Acacia spirorbis) est une espèce de plantes à fleurs de la famille des Fabaceae. C'est un arbuste ou un petit arbre originaire de Nouvelle-Calédonie, du Vanuatu et d'Australie .

## Description

### Aspect général

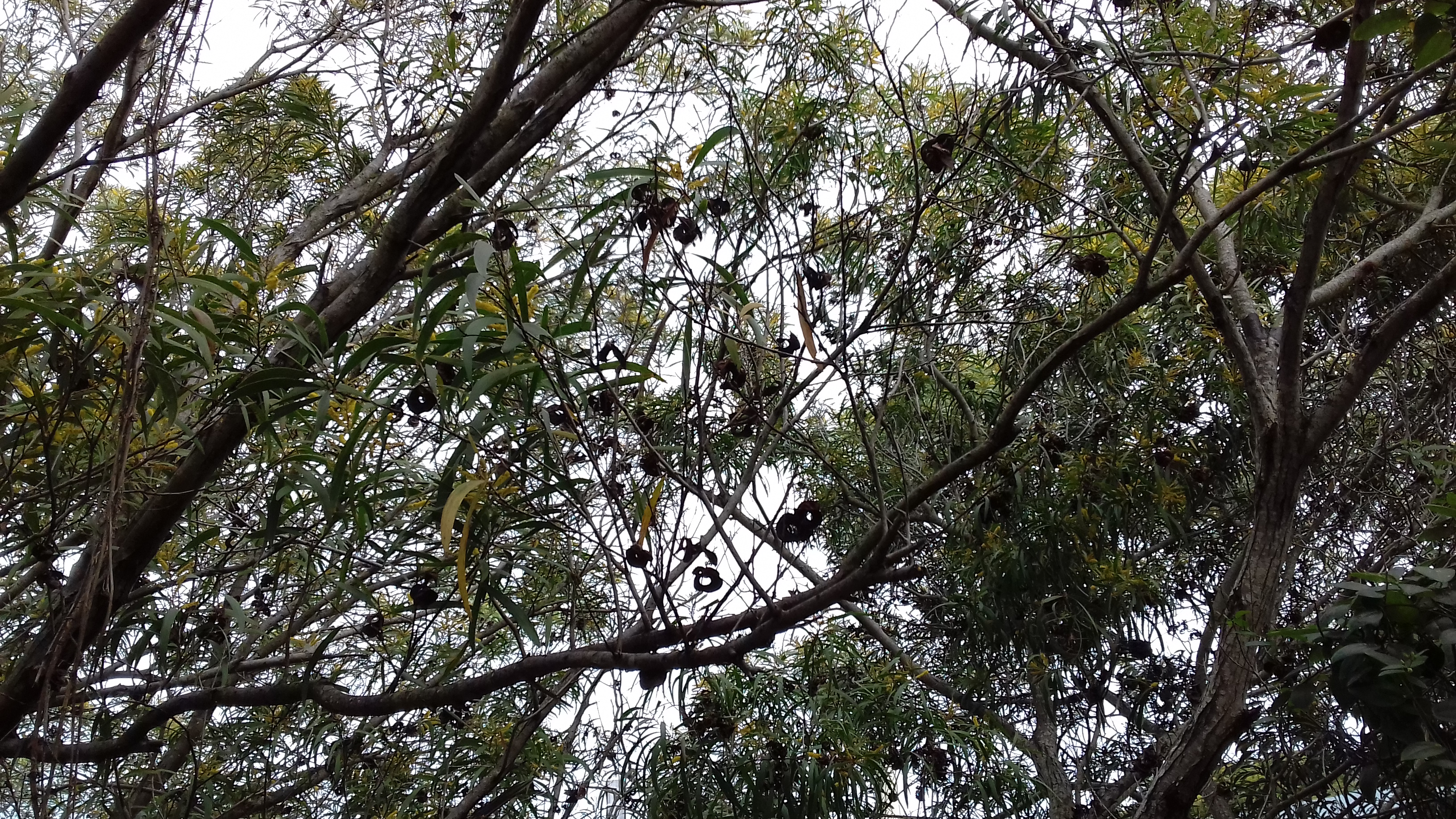
Vu d'ensemble : branches, feuillages, silhouettes de gousses et de galles.

Le Faux Gaïac est un arbuste, parfois un arbre pouvant atteindre 10 m de haut. Le tronc est court et souvent tordu. Son diamètre dépasse rarement 40 centimètres, mais peut atteindre 80 centimètres.
Les branches sont nombreuses.
L’écorce, épaisse de 1,5 cm environ, est brune, dure, largement crevassée.
L'espèce est souvent parasitée par des champignons parasites qui forment de grosses galles au niveau des tiges.

### Feuillage

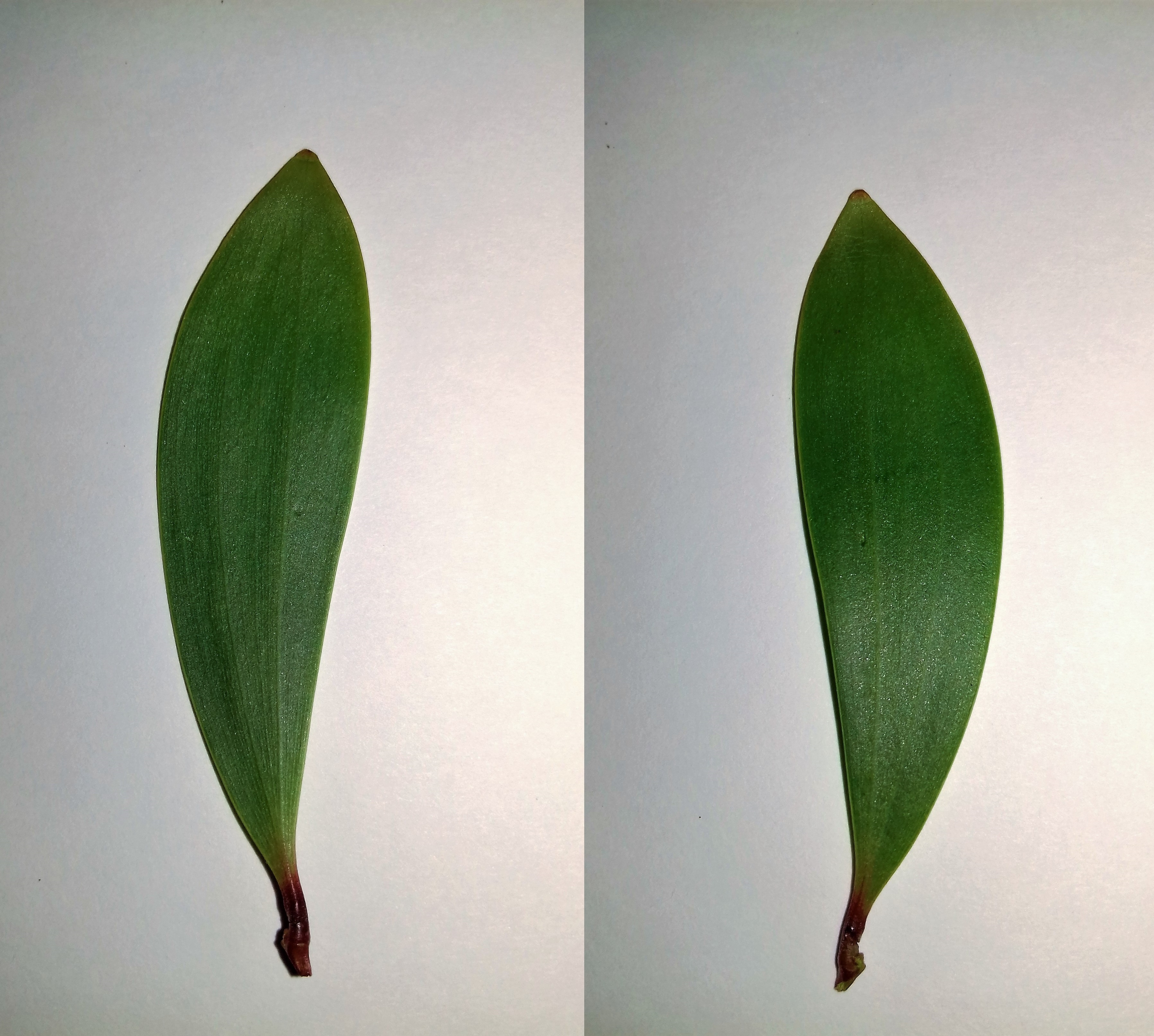
Phyllode dAcacia spirorbis.

Le feuillage, fin et vert-olive, est formé de phyllodes oblongs (et non de feuilles) de 6 cm à 12 cm de long pour 0,5 cm à 1,5 cm de large, incurvés à l’extrémité.

### Fleurs
Les fleurs, jaunes, sont regroupées sur des inflorescences en épis de 5 cm environ, axillaires des jeunes feuilles.

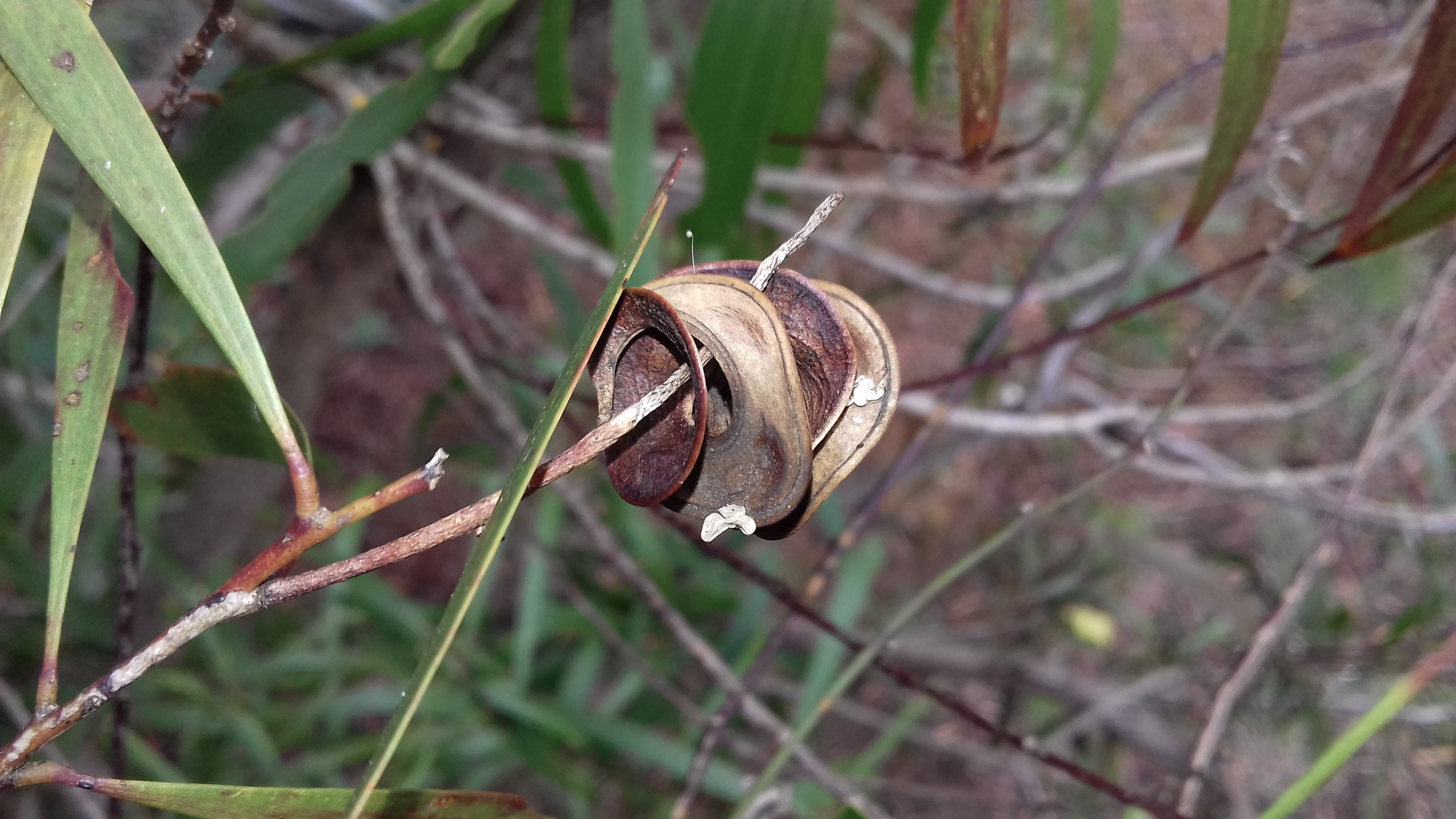
Gousse dAcacia spirorbis.

### Fruits
Les fruits sont des gousses enroulées en cercle ou demi-cercle. Leur forme de spirale a inspiré le nom de l'espèce. Ils contiennent quelques graines brunes, plates de 2 × 3 mm, avec une arille orange à leur base.

## Sous-espèces
Deux sous-espèces sont reconnues :
- Acacia spirorbis subsp. solandri (Benth.)Pedley (identifiée sur la côte Est australienne)
- Acacia spirorbis subsp. spirorbis Benth.

## Répartition

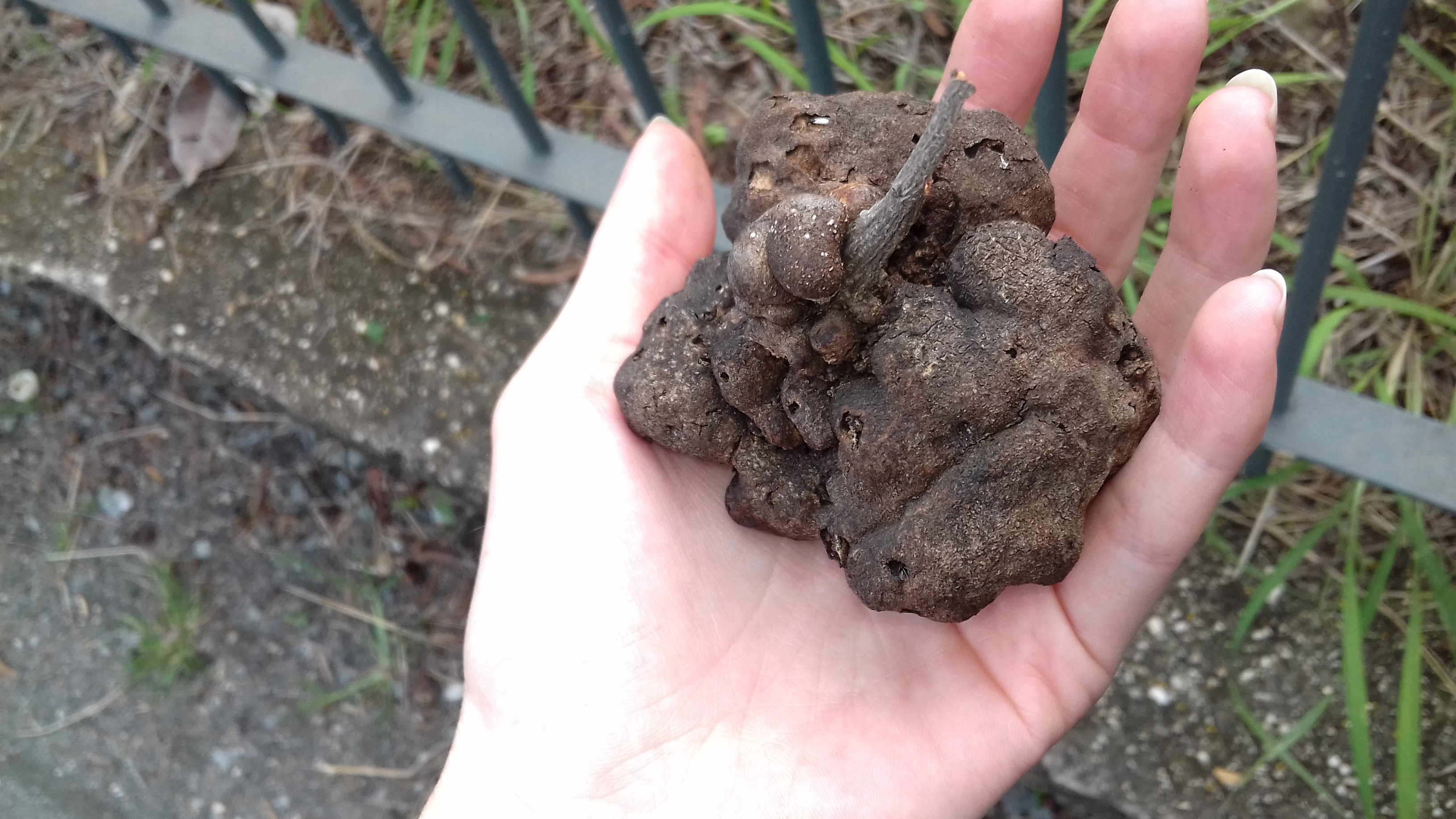
Galle détachée d'une branche d'Acacia spirorbis.

Cette espèce est très répandue sur l'ensemble de la Nouvelle-Calédonie, sur tout type de sol, avec une préférence sur les alluvions de terrains ultramafiques.
C'est une espèce grégaire, croissant souvent en peuplements purs, commune des formations sclérophylles et abondante dans les maquis miniers, fourrés et les savanes à niaouli.
Elle est résistante aux feux particulièrement fréquents dans ces formations. Ces feux, de plus, aident à sa propagation : la germination des graines serait stimulée par la chaleur.

## Utilisations
Le bois de cette espèce est beige-brun, un peu orangé ou marron. Il est dur et résistant aux agents de pourriture.

### Artisanat
Il sert à fabriquer des piquets, des poteaux et des cases ; il est aussi utilisé en tant que bois de chauffe.
Autrefois, on fabriquait des casse-tête avec le bois de cette espèce.

### Pharmacopée
Cette espèce entre dans la composition de remèdes traditionnels kanak contre la gratte et les maux de rein.

### Reboisement
Le faux gaïac, du fait de sa grande faculté d'adaptation, a été utilisé  pour réhabiliter les terrains miniers.
Il sert aussi de plante hôte parasitée par le santal (Santalum austrocaledonicum).

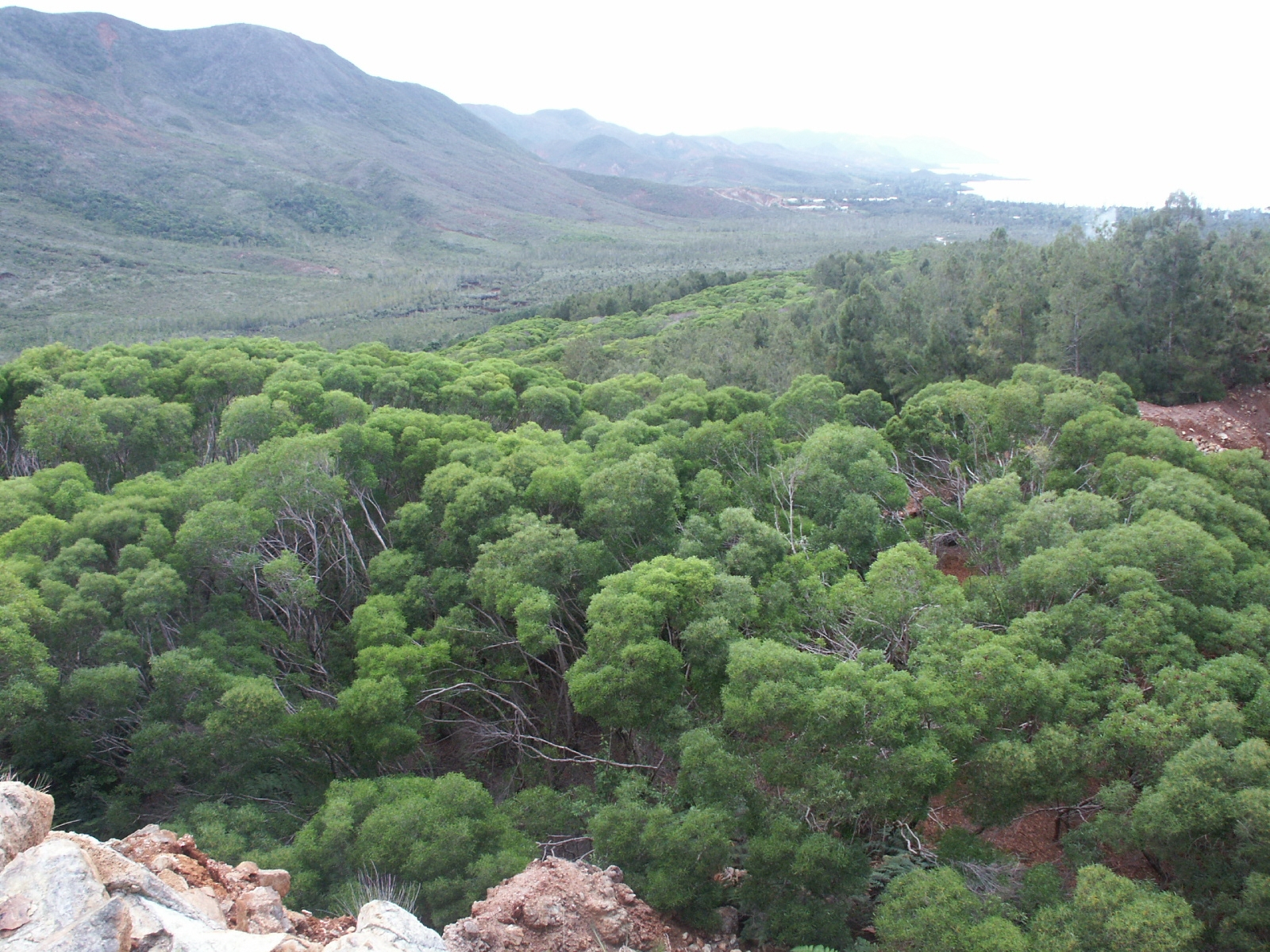
Réhabilitation de terrains miniers.
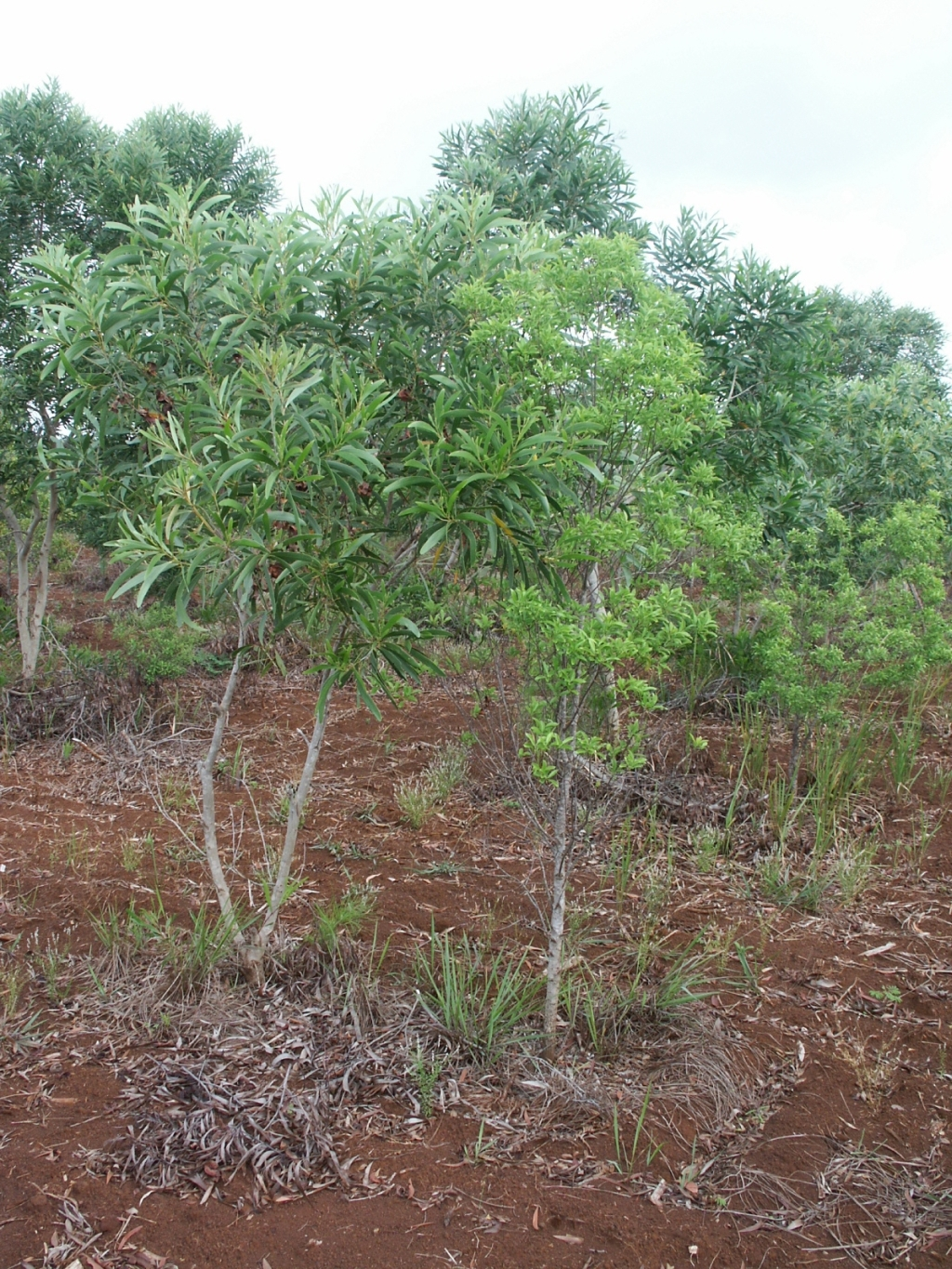
Faux-gaïac en plante hôte du santal.